# Afropithecus
 Afropithecus  ist eine ausgestorbene Gattung der Primaten, die während des frühen Miozäns in Ostafrika vorkam. Im Norden von Kenia am Ufer des Turkana-Sees entdeckte Fossilien, die zu dieser Gattung gestellt wurden, stammen der 1986 publizierten Erstbeschreibung von Gattung und Typusart zufolge aus Sedimentschichten, deren Alter anhand von Leitfossilien auf rund 18 bis 16 Millionen Jahre datiert wurde. Die Zuordnung der Gattung zu einer bestimmten Familie innerhalb der Überfamilie der Menschenartigen wurde in der Erstbeschreibung als „unsicher“ („incertae sedis“) bezeichnet.

## Namensgebung
Afropithecus ist ein Kunstwort. Die Bezeichnung der Gattung ist abgeleitet vom Fundort in Afrika sowie vom griechischen Wort πίθηκος (altgriechisch ausgesprochen píthēkos: „Affe“). Das Epitheton der bislang einzigen wissenschaftlich beschriebenen Art, Afropithecus turkanensis, verweist auf den Turkana-See. Afropithecus turkanensis bedeutet dem Sinne nach folglich „afrikanischer Affe vom Turkana-See“.

## Erstbeschreibung
Als Holotypus der Gattung und zugleich der Typusart Afropithecus turkanensis wurde in der Erstbeschreibung durch Richard Leakey und Meave Leakey der Gesichtsschädel KNM-WK 16999 eines vermutlich männlichen Individuums ausgewiesen, der während der Grabungsperiode 1985/86 als Oberflächenfund am Kalodirr (3° 20' N, 35° 40' O) – einem Wasserlauf zum Fluss Kalakol – geborgen worden war. Bei diesem Fossil blieben die Knochen im Bereich der Stirn, der Augen, der Nase und des bezahnten Oberkiefers erhalten. Als Paratypen wurden in der Erstbeschreibung unter anderem mehrere Unterkiefer-Fragmente sowie mehr als ein Dutzend Zähne und Zahnfragmente von Individuen benannt, die zum Zeitpunkt ihres Todes unterschiedlich alt waren; besonders vollständig erhalten ist der bezahnte Unterkiefer KNM-WK 16840. Weitere Funde von der Fundstelle Moruorot bestätigten die Einordnung von Gattung und Art ins frühe Miozän. Am selben Fundort wurden 1985/86 auch die zu Turkanapithecus gestellten Fossilien entdeckt. Verwahrort der Funde ist das Kenianische Nationalmuseum (daher KNM) in Nairobi.

## Merkmale
Die Individuen der Gattung Afropithecus waren relativ große Tiere mit einem langgezogenen, schmalen Gaumen und – hiermit verbunden – einer ausgeprägten Schnauze. Ihre Körpergröße ähnelte jener von Proconsul major, dem ein Gewicht von 60 bis 80 kg zugeschrieben wird; 1988 bestätigten weitere Knochenfunde dieses Körpergewicht, das ungefähr dem von männlichen Schimpansen (Pan troglodytes) entspricht. Die Abgrenzung der Funde gegen Sivapithecus, Ramapithecus, Kenyapithecus, Rangwapithecus und Proconsul erfolgte vor allem anhand diverser Merkmale der Bezahnung. Da schon die zur Erstbeschreibung herangezogenen Fossilien unterschiedlich weit entwickelte Zähne aufwiesen, gelang später eine Abschätzung des Zeitpunktes, an dem der Durchbruch der Zähne erfolgt; diesen Befunden zufolge brach der Molar M1 im Alter von ca. 28,2 bis 43,5 Monaten durch, was vergleichbar ist mit dem Zeitpunkt bei heute lebenden Schimpansen (25,7 bis 48,0 Monate).
Afropithecus turkanensis gilt als eine ursprüngliche Art der Hominoidea mit relativ dickem Zahnschmelz, der jedoch vergleichbar ist mit anderen Arten der Hominoidea des Miozäns. Da ältere Arten der Altweltaffen dünneren Zahnschmelz hatten und sich daher vermutlich überwiegend als Fruchtfresser ernährten, wird vermutet, dass die vor rund 17 Millionen Jahren in Afrika lebenden Arten sich neue, härtere Nahrungsquellen – zum Beispiel Blätter und andere hartfaserige Kost – erschlossen hatten.
Die 1997 als Morotopithecus benannten Fossilien aus Uganda weisen eine so große Ähnlichkeit mit Afropithecus auf, dass deren Status als gesonderte Gattung und Art umstritten ist.

## Belege
1. ↑  Richard Leakey, Meave Leakey: A new Miocene hominoid from Kenya. In: Nature. Band 324, 1986, S. 143–146, doi:10.1038/324143a0.
2. 1 2   Jay Kelley, Tanya M. Smith: Age at first molar emergence in early Miocene Afropithecus turkanensis and life-history evolution in the Hominoidea. In: Journal of Human Evolution. Band 44, Nr. 3, 2003, S. 307–329, doi:10.1016/S0047-2484(03)00005-8.
3. ↑   Richard Leakey, Meave Leakey, Alan Walker: Morphology of Afropithecus turkanensis from Kenya. In: American Journal of Physical Anthropology. Band 76, Nr. 3, 1988, S. 289–307, doi:10.1002/ajpa.1330760303.
4. ↑   Tanya M. Smith et al.: Enamel thickness, microstructure and development in Afropithecus turkanensis. In: Journal of Human Evolution. Band 44, Nr. 3, 2003, S. 283–306, doi:10.1016/S0047-2484(03)00006-X.